# Джексон, Эстер Купер
Эстер Виктория Купер Джексон (21 августа 1917, Арлингтон, Виргиния — 23 августа 2022, Бостон) — американская социальная работница и борец за гражданские права. Она работала с Ширли Грэм Дюбуа, Уильямом Эдуардом Бёркхардтом Дюбуа, Эдвардом Стронгом и Луи Э. Бернхэмом и была одной из редакторов-основательниц Freedomways, теоретического, политического и литературного журнала, издававшегося с 1961 по 1985 годы. Она также работала организационным и исполнительным секретарём Южно-негритянского молодёжного конгресса.

## Ранняя жизнь и карьера
Джексон родилась 21 августа 1917 года в Арлингтоне, штат Вирджиния, в семье Джорджа Поси Купера и Эстер Джорджии Ирвинг Купер, которая занимала пост президента Арлингтонского отделения NAACP. В детстве Джексон ходила в сегрегированные школы. Получила степень бакалавра в Оберлинском колледже в 1938 году и степень магистра социологии в Университете Фиск в 1940 году. Её диссертация — The Negro Woman Domestic Worker in Relation to Trade Unionism, 1940 год. После обучения она получила стипендию Розенвальда для поддержки исследования отношения чернокожей молодежи ко Второй мировой войне. Она планировала провести исследование в рамках получения докторской степени по социологии в Чикагском университете.
О своём воспитании и семье Джексон говорила:
Наши родители всегда говорили нам, что если мы получим оценки и сдадим экзамены, они позаботятся о том, чтобы мы поступили в любой колледж по нашему выбору. Так что они не гонялись за дорогой мебелью или чем-то ещё — у нас было много книг, дома мы читали стихи, у нас был [сборник] Harvard Classics и всё такое. Их ценности были переданы нам.
Оригинальный текст (англ.)Our parents always told us that if we got the grades, and passed the tests, that they would make sure that we would go to any college of our choice. So, they didn't go in for a lot of expensive furniture or anything else—we had lots of books, and at home reading of poetry, we had the Harvard Classics and all that. Their values were passed on to us.
В 1945 году она была делегатом Всемирного молодёжного конгресса в Лондоне и занимала пост председателя Американского подкомитета по проблемам зависимых народов.
После аспирантуры Джексон стала членом Проекта голосования в Бирмингеме, штат Алабама, за Южно-негритянский молодёжный конгресс (SNYC). Во время работы с SNYC она познакомилась со своим будущим мужем, Джеймсом Э. Джексоном, теоретиком-марксистом, который потом работал профсоюзным организатором и функционером Коммунистической партии США. В интервью 2004 года она говорила, что её муж и SNYC в 1937 году помогли табачным работникам в Вирджинии успешно затребовать восьмичасовой рабочий день и повышение заработной платы. Табачные рабочие провели первую забастовку в Вирджинии с 1905 года, и их успехи, по словам К. Элвина Хьюза, «помогли SNYC завоевать популярность среди чёрного рабочего класса на Юге».
Первоначально намереваясь остаться только на одно лето, Джексон осталась в Алабаме на семь лет, участвуя в борьбе за устранение сегрегации, следующей из законов Джима Кроу. В течение семи лет Эстер Купер Джексон была видным лидером SNYC, работала со своим мужем, Луисом и Дороти Бернхэм, Эдом Стронгом, Салли и Фрэнком Дэвисом — родителями сестёр Дэвис, Анджелы и Фании — и многими другими, проведя множество кампаний по продвижению прав чёрных и бедных белых. Проведённая SNYC агитация за интеграцию систем общественного транспорта была важна для подготовки к последовавшей позднее борьбы 1950-х и 1960-х годов.

## Freedomways
В 1961 году в Нью-Йорке Джексон стала управляющим редактором журнала Freedomways, созданного Эстер Джексон, Луи Бернхэмом, Джеком О’Деллом из Конференции южного христианского руководства и писательницей Лоррейн Хансберри. Freedomways был в Соединённых Штатах центральным теоретическим журналом чёрного искусства и интеллектуального движения XX века. С момента своего запуска в 1961 году он привлекал историков, социологов, экономистов, художников, рабочих и студентов к написанию статей об истории, наследии и культуре чернокожих. Джексон называла это «инструментом освобождения нашего народа». Freedomways был всемирно влиятельным политическим, художественным и интеллектуальным журналом, в котором публиковались поэты со всего мира, среди них — Пабло Неруда и Дерек Уолкотт, африканские лидеры, включая Кваме Нкрума, Джулиуса Ньерере, Агостиньо Нето и Джомо Кениата, карибский «левый» Сирил Джеймс, афроамериканские авторы, такие как Джеймс Болдуин, Элис Уокер, Поль Робсон, Никки Джованни и Лоррейн Хэнсберри. Известные афроамериканские художники, такие как Джейкоб Лоуренс, Ромар Берден и Элизабет Кэтлетт, бесплатно предоставили обложки для поддержки журнала, который читали во всем мире. Объединяя борьбу за гражданские права на юге и севере США в 1960-х годах с международной точкой зрения на панафриканизм и другие культурные и политические течения, журнал часто рассматривается как предшественник Движения чёрных искусств.

## Личная жизнь
Джексон и её муж Джеймс Э. Джексон поженились в 1941 году и родили двоих детей. Они переехали в Бруклин в 1951 году и оставались женатыми до его смерти в 2007 году. В 2015 году Джексон переехала в дом престарелых в Бостоне, где умерла 23 августа 2022 года, через два дня после своего 105-летия.

## Работы
- The Negro Woman Domestic Worker in Relation to Trade Unionism, M.A. thesis, Fisk University, 1940, excerpts reprinted in Viewpoint Magazine 5 (October 2015). OCLC 60976760.
- This Is My Husband: Fighter for His People, Political Refugee. National Committee to Defend Negro Leadership (1953).
- Esther Cooper Jackson and Constance Pohl (2000). Freedomways Reader: Prophets in Their Own Country: Interventions—Theory and Contemporary Politics. Boulder: Westview Press.